# David Holmes (musiker)
David Holmes, född 14 februari 1969 i Belfast, är en nordirländsk musiker och kompositör. Han hade till en början en karriär som DJ, innan han gav ut flera soloalbum, med inslag av triphop, big beat, elektronisk musik och rock. Sedan slutet av 1990-talet har han även varit aktiv som kompositör av filmmusik, där han bland annat har samarbetat med Steven Soderbergh, och komponerat musiken till Out of Sight och filmerna i Ocean's-trilogin (Ocean's Eleven, Ocean's Twelve och Ocean's Thirteen).
Holmes är en av medlemmarna i bandet Unloved, vars musik kan höras i TV-serien Killing Eve, där Holmes själv även agerar som kompositör. Han har även gjort remixer på ett flertal artisters låtar, samt producerat album till Primal Scream och Noel Gallagher's High Flying Birds.

## Diskografi (i urval)

### Filmmusik
- 1998 – Out of Sight
- 2001 – Buffalo Soldiers
- 2001 – Ocean's Eleven
- 2002 – Du går mig på nerverna … – analysera ännu mera!
- 2003 – Code 46
- 2004 – Ocean's Twelve
- 2007 – Ocean's Thirteen
- 2008 – Hunger
- 2009 – The Girlfriend Experience
- 2009 – Cherrybomb
- 2009 – Perrier's Bounty
- 2009 – Five Minutes of Heaven
- 2010 – Kraj
- 2011 – Vi möts igen, min vän (kortfilm, med Foy Vance)
- 2011 – Haywire
- 2012 – The Motel Life
- 2013 – Diana
- 2014 – '71
- 2015 – Elser
- 2017 – Logan Lucky
- 2019 – The Laundromat
- 2019 – Ordinary Love

### TV-musik
- 2013 – The Fall (TV-serie)
- 2015 – London Spy (TV-serie)
- 2018–2019 – Killing Eve (TV-serie)
- 2021 – Kin (TV-serie)
- 2022 – This England (TV-serie)